# César Aguirre
César Aguirre (Jesús María, Aguascalientes; 24 de marzo de 1999) es un futbolista mexicano, juega como Defensa y su equipo actual son los Mineros de la Liga de Expansión MX.

## Trayectoria

### Club Necaxa
César empezó en su camino del fútbol en las fuerzas básicas del Club Necaxa, donde fue subiendo de categoría hasta debutar el 9 de enero de 2019 en Copa, en un partido contra Atlético de San Luis en el Estadio Alfonso Lastras. En liga debutó el 9 de marzo de 2019 en un partido contra el Deportivo Toluca que acabó en un empate a 1 gol.

### Alebrijes de Oaxaca
Para el 2020 se incorpora a Alebrijes de Oaxaca.

### Tlaxcala Fútbol Club
Para 2021 a Tlaxcala Fútbol Club, donde se volvió uno de los jugadores más importantes del equipo, anotando varios goles de gran calidad.

### Mineros de Zacatecas
En junio de 2022 se anunció su incorporación a Mineros de Zacatecas.